# Glos-la-Ferrière
Glos-la-Ferrière (uttal (fil)) är en kommun i departementet Orne i regionen Normandie i nordvästra Frankrike. Kommunen ligger i kantonen La Ferté-Frênel som tillhör arrondissementet Argentan. År 2018 hade Glos-la-Ferrière 507 invånare.

## Befolkningsutveckling
Antalet invånare i kommunen Glos-la-Ferrière
| Referens: INSEE |